# République socialiste soviétique du Tadjikistan
1929–1991
Entités précédentes :
- République socialiste soviétique autonome tadjike (RSSO)

Entités suivantes :
- République du Tadjikistan

La république socialiste soviétique du Tadjikistan était l'une des 15 républiques constitutives de l'Union soviétique avant la dislocation de cette dernière en 1991.
Elle fut créée le 5 décembre 1929 comme république à part entière au sein de l'URSS, entité nationale officielle du peuple tadjik au sein de l'URSS ; elle succédait à la République socialiste soviétique autonome tadjike (RSSA tadjike), créée le 14 octobre 1924, qui était rattachée à la RSS d'Ouzbékistan.
Le 9 septembre 1991, elle proclama son indépendance de l'Union soviétique et fut rebaptisée république du Tadjikistan.

## Histoire
L'un des nouveaux États créés en Asie centrale en 1924 fut l'Ouzbékistan, qui avait le statut d'une république socialiste soviétique. Le Tadjikistan fut alors créé en tant que république autonome au sein de la république socialiste soviétique d'Ouzbékistan, soit un rang en dessous dans la hiérarchie administrative soviétique. La nouvelle république autonome comprenait la partie orientale, essentiellement montagneuse, de l'ancien khanat de Boukhara, et avait une population d'environ 740 000 habitants, sur une population totale de près de 5 millions d'habitants en Ouzbékistan. La capitale fut placée à Douchanbé, qui n'était encore qu'un village de 3 000 habitants en 1920. En 1929, le Tadjikistan fut détaché de l'Ouzbékistan et on lui octroya le statut d'une république socialiste soviétique. C'est alors que le territoire qui est aujourd'hui le nord du Tadjikistan fut ajouté à la nouvelle république. Même avec ce territoire supplémentaire, le Tadjikistan restait la plus petite république d'Asie centrale.
Ce découpage rentrait dans le cadre de la politique nationale des premières années de l'Union soviétique, largement définie par l'homme qui fut le premier Commissaire du peuple aux Nationalités, Joseph Staline. Chaque nationalité, ou groupe ethnique suffisamment large et clairement défini, devait recevoir un territoire et une organisation politique propre, dépendant de sa taille. La réalisation de ce programme n'alla pas sans mal en Asie centrale, où les peuples turcophones (Ouzbeks, Kirghizes) et persanophones (Tadjiks), vivaient côte à côte depuis des siècles sans qu'on puisse aisément leur assigner de territoire. On leur en assigna pourtant, d'une manière qui garantissait à Moscou que chacun ne saurait facilement regagner son indépendance, tant le tracé des frontières était tortueux et malaisé. Encore aujourd'hui, ce tracé, et les divisions artificielles qu'il créa dans une région historiquement unie, sont sources d'instabilité.
Avec la création d'une république définie en termes nationaux est venue la création d'institutions qui, au moins dans la forme, étaient également nationales. Le premier journal soviétique du Tadjikistan en langue tadjik parut à partir de 1926. De nouvelles institutions éducatives laïques ont également commencé à fonctionner vers la même époque. Les premières écoles publiques, qui accueillaient tant des enfants que des adultes, conçue pour fournir une éducation de base, ouvrirent en 1926. Le gouvernement central forma également un petit nombre de Tadjiks aux tâches administratives, par le biais de cours offerts par les ministères ou en les envoyant dans les écoles en Ouzbékistan. Une élite nationale qui devait tout au Parti communiste et à l'État soviétique fut ainsi peu à peu formée pour administrer la République. Comme dans les autres républiques soviétiques, la politique nationale oscilla entre encouragement de la culture locale et russification, comme en témoignent les changements d'alphabet dans l'écriture du tadjik: en 1927, on substitua à l'ancien alphabet perso-arabe l'écriture latine, puis dans les années 1930, une version modifiée de l'alphabet cyrillique fut imposée.

## Économie
La RSS du Tadjikistan a toujours été l'une des républiques les moins développées de l'URSS. Cependant, les plans quinquenaux entraînent le développement industriel, concentré, à la différence de bien des régions de l'URSS, dans l'industrie légère et agro-alimentaire. De nombreux barrages hydroélectriques furent édifiés (dont le barrage de Nourek, le plus haut au monde), tirant parti du relief montagneux de la république. L'agriculture fut peu modernisée, à l'exception de la culture massive du coton, qui comme ailleurs en Asie centrale conduisit à des dégâts écologiques majeurs.